# Bahram Rohani
Ne doit pas être confondu avec Hassan Rohani ou Abdul Samad Rohani.
Bahram Rohani est un réalisateur français de séries télévisées animées des années 1980 et 90. Il a réalisé ou participé à la réalisation de plus d'une vingtaine de séries animées dont les plus célèbres sont Draculito, mon saigneur, Denver, le dernier dinosaure, Retour vers le futur, Tortues Ninja : Les Chevaliers d'écaille, Moi Renart, Fantôme 2040, Les Mille et Une Nuits, Molierissimo, Barnyard commandos, Lucky Luke, Bucky O'Hare, My Little Pony, Conan et Quasimodo. Initialement diffusées sur les grandes chaînes françaises, la plupart de ses séries sont aujourd'hui programmées sur le câble et le satellite.
Sa dernière réalisation, Les Aventures Outre Mer, date de 2006 et fut diffusée sur France O.